# Lesiëm
Lesiëm es un proyecto musical alemán creado en 1999 por los productores Sven Meisel y Alex Wende. La música del proyecto combina elementos del Rock, Pop, Electrónica, New Age, Enigmatic, Música ambiental, Canto Gregoriano y Repertorio coral. Es frecuentemente comparada con el proyecto musical francés Era y Shinnobu. La página web de Lesiëm realiza una extensiva referencia a las influencias espirituales/místicas del grupo.
Lesiëm produjo su álbum principal, Mystic, Spirit, Voices, en 2000. Cuando el álbum fue relanzado en los Estados Unidos en 2002, éste alcanzó el séptimo puesto en los U.S. Billboard. El segundo álbum de Lesiëm, Chapter 2, fue lanzado en 2001 en Europa, y en U.S.A. en 2003 con el título Illumination[cita requerida].
Los primeros dos álbumes fueron un corto preludio para la ópera-pop Times, el cual fue el tercer álbum de Lesiëm (con el título Auracle en U.S.A. en 2004). Los músicos empezaron su trabajo en marzo de 2002 y finalizaron a finales de julio. El simple "Caritas" (caracterizado por Maggie Reilly y Chor der Deutschen Oper Berlin) fue presentado en diciembre de 2002 en The philanthropic TV-show de José Carreras Carreras Gala.
El coro usado por Lesiëm es el Deutsche Oper Berlin mismo usado por la agrupación E Nomine.

## Discografía

### Álbumes
- Mystic, Spirit, Voices, Monopol Records, 31 de enero de 2000 (US-release: Mystic. Spirit. Voices; Intentcity Records, 2002)[3]

1. "Lesiem"	(5:05)	- Wende, A. / Westland, H. / Pflanz, T.
2. "Occultum" 	(3:50)	- Wende, Alex / Pflanz, Thomas
3. "Fundamentum" 	(4:46)	- Wende, Alex / Pflanz, Thomas
4. "Vivere" 	(4:02)	- Wende, Alex / Pflanz, Thomas
5. "Open Your Eyes"	(4:12)	- Wende, A. / Pflanz, T. / Beyers, B.
6. "Indalo" 	(3:54)	- Wende, Alex / Pflanz, T. / Sihlabeni, L.
7. "Liberta" 	(4:26)	- Wende, Alex / Planz, T. / Härtl, M.
8. "Miracle Eyes" 	(4:02)	- Westland, Henning / Pflanz, T. / Pabst, D.
9. "Una Terra" 	(4:12)	- Westland, Henning / Pflanz, Thomas
10. "Mater Gloria" 	(3:52)	- Wende, Alex / Pflanz, Thomas
11. "Veni Creator Spiritus" 	(4:46)	- Härtl, Matthias
12. "Lacrimosa" 	(4:34)	- Härtl, Matthias
13. "Floreat" 	(5:08)	- Westland, Henning / Pflanz, T. / Arison, M.
14. "In Taberna Mori" 	(4:00)	- Härtl, Matthias
15. "Ave Fortuna" 	(5:08)	- Wende, Alex / Pflanz, Thomas
16. "Liberta" (Choir version) 	(4:27)	- Wende, Alex / Planz, T. / Härtl, M.

- Chapter 2, Monopol Records, Koch, 12 de abril de 2001 (US-release: Illumination; Intentcity Records, 2003)

1. "Agnus Dei" (00:53)
2. "Pater Patriae" (04:07)
3. "Navigator" (03:48)
4. "Africa" (04:08)
5. "Roma" (04:07)
6. "Diva" (03:58)
7. "Aureus" (04:07)
8. "Coloris" (03:28)
9. "Paradisus" (03:27)
10. "Poeta" (04:39)
11. "La Rose" (05:08)
12. "Britannia" (03:58)
13. "Agnus Dei" (00:38)

- Times, Monopol Records, Epic/Sony, 4 de abril de 2003 (US-release: Auracle; Intentcity Records, 28 de abril de 2006)

1. "Humilitas" (4:05)
2. "Temperantia" (4:01)
3. "caritas" (4:23)
4. "Fides" (5:25)
5. "Justitia" (4:21)
6. "PATIENTIA" (4:17)
7. "Spes" (3:49)
8. "Prudentia" (4:47)
9. "Times" (4:24)
10. "Invidia" (4:00)
11. "Vanitas" (4:41)
12. "Fortitudo" (4:33)
13. "Bonitas" (5:53)

### Simples
- Fundamentum, Monopol Records, 10 de enero de 2000
- Indalo, Monopol Records, 5 de junio de 2000
- Africa, Monopol Records, 21 de marzo de 2000
- Caritas, Epic/Sony, 16 de diciembre de 2002

### AudioBooks
- Der steinige Weg, Monopol Records, 21 de octubre de 2005